# 道の駅もち米の里☆なよろ
道の駅もち米の里☆なよろ（みちのえき もちごめのさとなよろ）は、北海道名寄市にある国道40号の道の駅である。

## 概要
名寄産もち米を使った大福やおはぎといった地元特産のもち米を使った商品が豊富にそろっていることなどが評価され、2009年（平成21年）の「北海道じゃらん」（じゃらん）の「道の駅」満足度ランキングで総合2位となったほか、2012年（平成24年）の「北海道じゃらん」の読者1059人を対象にした道内の「行ってよかった道の駅ランキング」で1位となっている。
地元のコミュニティ放送「エフエムなよろ」（Airてっし）が、2008年（平成20年）4月17日から施設内にサテライトスタジオを設置し、毎週月曜日に『道の駅からこんにちは』の生放送を行っている。

## 主な施設
- 駐車場
  - 普通車：65台
  - 大型車：13台
  - 身障者用 : 2台
- トイレ（いずれも24時間利用可能）
  - 男：大 3器、小 6器
  - 女：8器
  - 身障者用：1器
- 公衆電話：1台
- 観光案内所
- レストラン
- 農産物直売所
- 休憩コーナー

## 休館日
- 元日

## アクセス
- 国道40号
- 風連駅から徒歩約10分。
- 名寄美深道路名寄ICから車で約15分。
- 道央自動車道士別剣淵ICより車で約30分。